# 2019冠狀病毒病巴基斯坦疫情
2019冠状病毒病巴基斯坦疫情，介紹在2019冠狀病毒病疫情中，在巴基斯坦發生的情況。2020年2月26日，2019冠狀病毒病疫情扩散至巴基斯坦。

## 疫情事件线
2020年6月8日上午巴基斯坦卫生部发布的新冠疫情数据显示，该国累计确诊病例数突破10万关口，达103671例，累计死亡2067例，累计治愈34355例。